# L'Horme
L'Horme è un comune francese di 4 809 abitanti situato nel dipartimento della Loira della regione dell'Alvernia-Rodano-Alpi.

## Amministrazione

### Gemellaggi
- Pian di Scò, Italia, dal 1993

## Società

### Evoluzione demografica
Abitanti censiti